# Hórusz-fiak

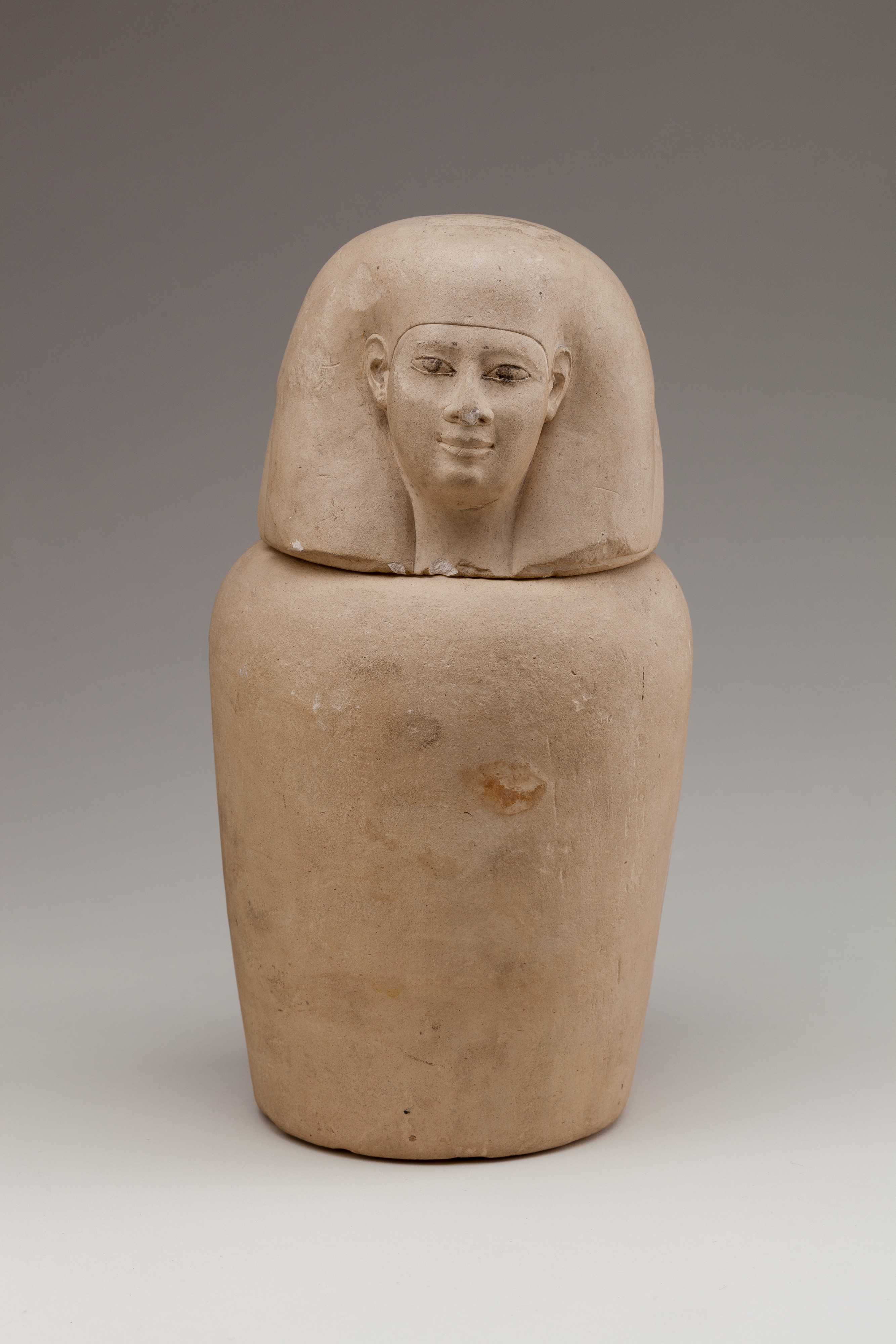
Amszet

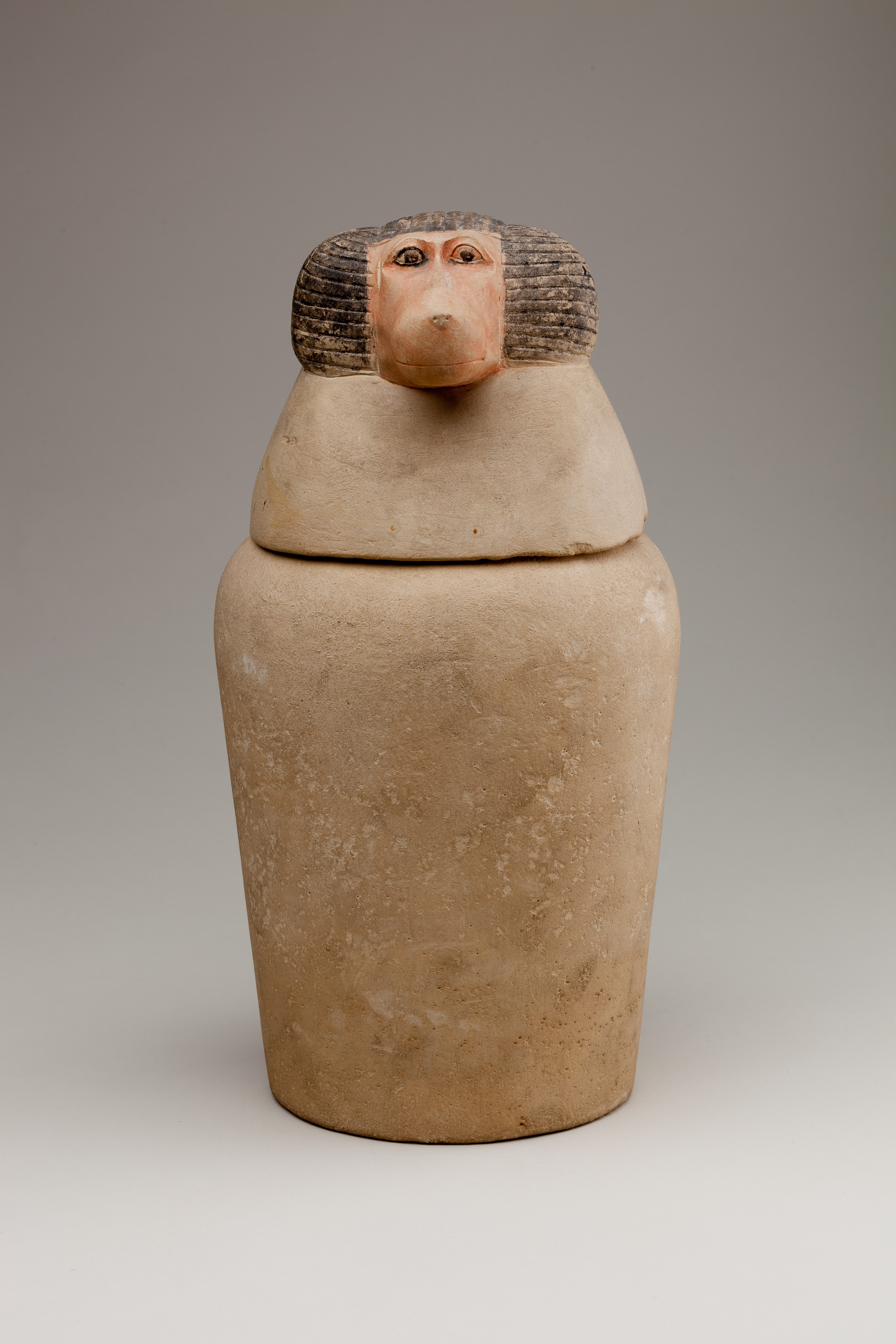
Hapi

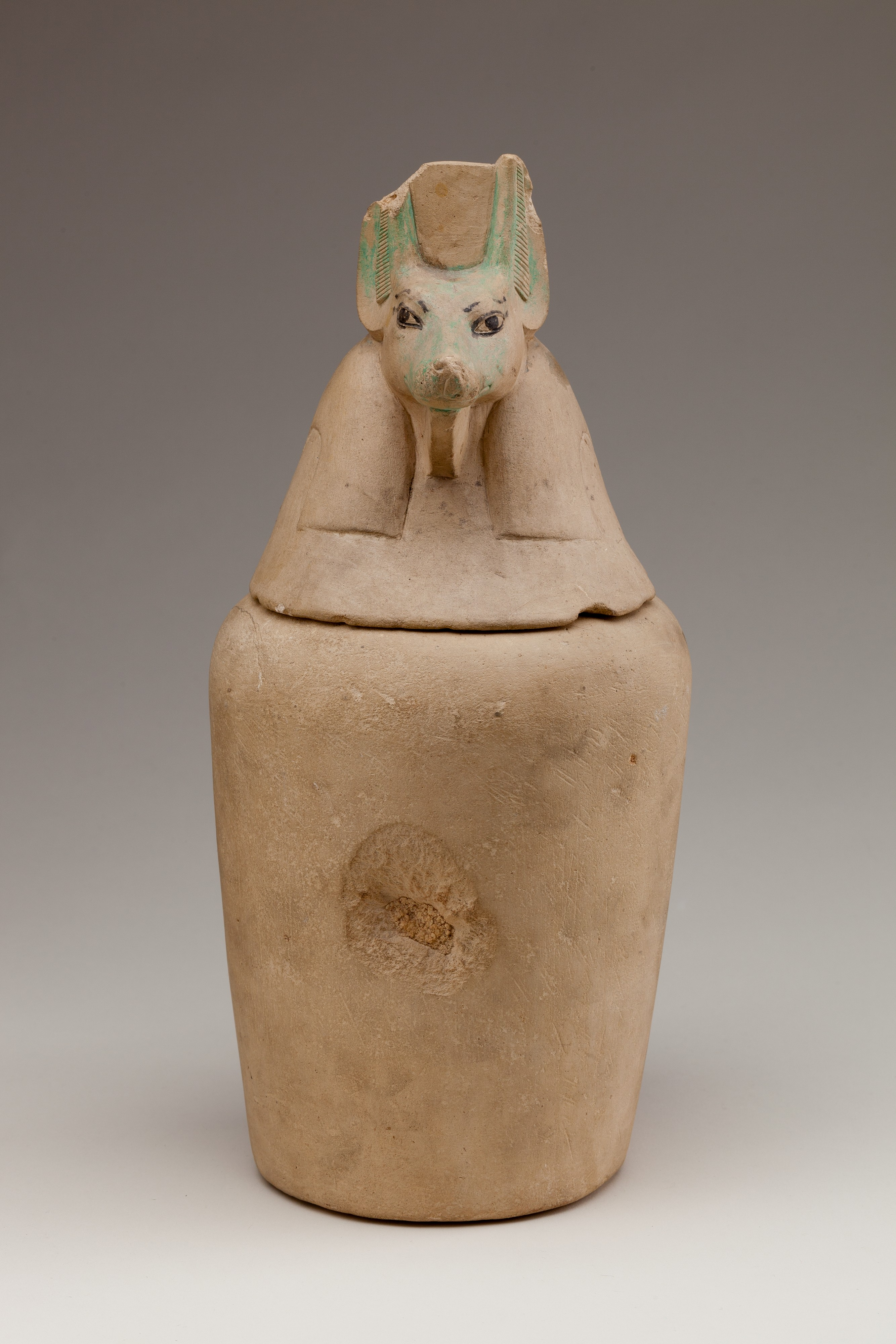
Duamutef

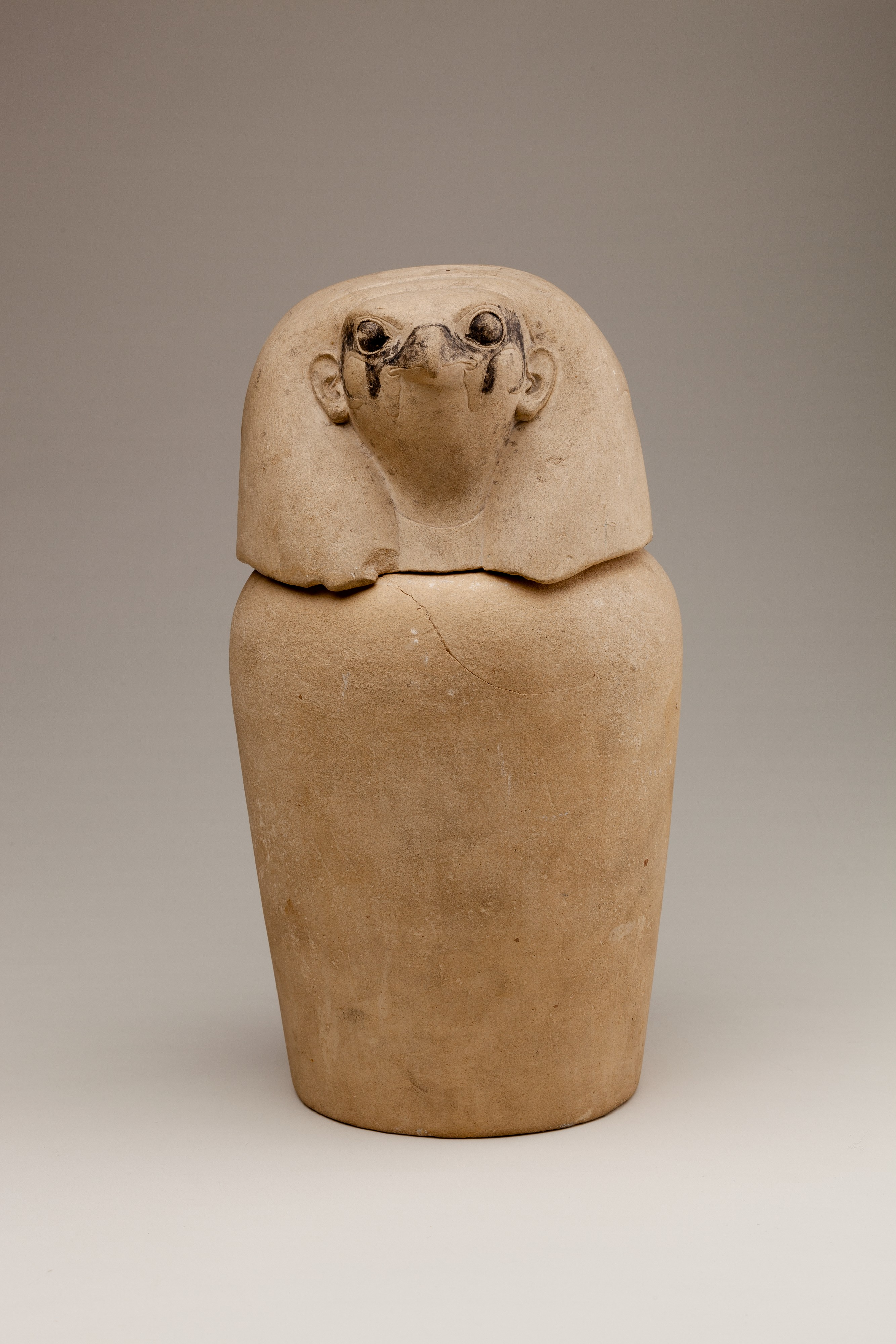
Kebehszenuf

A Hórusz-fiak, Amszet (vagy Imszet), Hapi, Duamutef és Kebehszenuf az ókori egyiptomi vallás szerint Hórusz isten négy fia. Ők védelmezték a mumifikálás során a testből eltávolított és kanópuszedényekben a sírba helyezett belsőségeket, őket magukat pedig négy istennő védte. Legkorábban a Piramisszövegekben említik őket, itt az elhunyt uralkodó lelkét segítik az égbe emelkedni. A négy isten ismert volt „Hórusz lelkeiként”, „Ozirisz fiaiként” és „a király barátaiként” is.
A négy kanópuszedénynek, ami a négy isten védelme alatt állt, a tetejét eleinte emberfej formára faragták, a XVIII. dinasztia idejétől azonban ennek a négy istennek a fejét ábrázolta (Amszet ember, Hapi pávián, Duamutef sakál, Kebehszenuf sólyom alakú istenség volt). Gyakran ábrázolták őket a kanópuszedényeket tartó láda oldalán is, itt a négy égtájjal is összefüggésbe hozták őket. Megjelenhettek a szarkofág vagy koporsó oldalán is, Amszet és Duamutef keleten, Hapi és Kebehszenuf a nyugati oldalán. A harmadik átmeneti korban, amikor kanópuszedényekbe helyezés helyett a bebalzsamozott testrészeket visszatették a testbe, a négy istent jelképező amuletteket tettek melléjük, később a bepólyázott múmia oldalára is varrtak hasonló amuletteket. Az Újbirodalom vége felé csillagistenségekként is ábrázolták őket.
| i | im · z | ti | i |

| i | im · z | ti | i |

| H | Aa5 · p | i | i |

| H | Aa5 · p | i | i |

| N14 | G14 | t · f |

| N14 | G14 | t · f |

| W15 | sn | sn | sn | f |

| W15 | sn | sn | sn | f |

Duamutef nevének jelentése: „aki anyját imádja”, feladata talán az elhunyt imádata volt. A Koporsószövegekben Hórusz azt mondja neki: „Gyere és imádd atyámat, ahogyan anyámat a nevedben, a Duamutefben.” Ízisznek itt kettős szerepe volt: Ozirisz felesége és Hórusz anyja, ugyanakkor az idősebb Hórusz hitvese és Hórusz fiainak anyja is. Tovább bonyolítja a helyzetet, hogy Duamutef helyenként Oziriszt is atyjának szólítja. A Halottak Könyve 151. varázsigéjében ezeket a szavakat adják a szájába: „Azért jöttem, hogy védelmezzem atyámat, Oziriszt attól, aki ártani akar neki.” A szövegből nem derül ki, ki akarhat ártani Ozirisznek; vagy Széth, a gyilkosa, vagy Apepi, a kígyódémon, aki megakadályozza a Nap áthaladását az Alvilágon, így Ozirisz feltámadását.
Kebehszenuf szerepe az elhunyt felfrissítése volt; neve jelentése: „aki libációt mutat be testvéreinek”. A Koporsószövegekben Hórusz így szól hozzá: „Gyere, frissítsd fel atyámat, Kebehszenuf nevedhez méltóan.” A libáció vagy hideg vízzel lefröcskölés a rituális tisztelet egyik formája volt, a fáraót gyakran ábrázolják, amint így imádja az isteneket. A megtisztítással és felfrissítéssel is kapcsolatban állt. Kebehszenuf a Halottak könyve 151. varázsigéjében így szól: „Összeillesztem csontjaidat, összegyűjtöm tagjaidat, elhozom neked szívedet és helyére teszem a testedben.” Széth, mikor megölte Oziriszt, darabokra vágta és szétszórta testét. Ez megakadályozta túlvilági létét. Kebehszenuf feladata, hogy összeillessze az elhunyt tagjait, hogy teste épségben maradjon fenn.